# 七村守
七村 守（ななむら まもる、1955年1月21日 - ）は、日本の実業家。セプテーニ・ホールディングス創業者で、同社CEO代表取締役会長を経て、名誉会長。

## 人物・経歴
大阪府大阪市生まれ。1979年山口大学経済学部卒業。大学ではスキー部主将を務めた。大学卒業後、リクルート入社。1989年北関東支社長を経て、1990年サブ・アンド・リミナル設立。1991年代表取締役社長に就任。2000年セプテーニに商号変更する。同年日本人材ビジネス協議会理事長に就任。2001年セプテーニのジャスダック上場を果たした。2004年CEO代表取締役会長。2006年セプテーニ・ホールディングスに商号変更。2007年取締役会長。2009年代表取締役会長。2014年名誉会長。2016年母校山口大学に七村奨学金を設立。

## 著書
- 『人材活用ビッグバン : 派遣社員・アウトプレースメントなど』（林田学と共著）中央経済社 2000年
- 『経営も人生も「ひねらんかい」 : セプテーニ70のルール』起業家大学出版 2016年